# Mohamed Khider

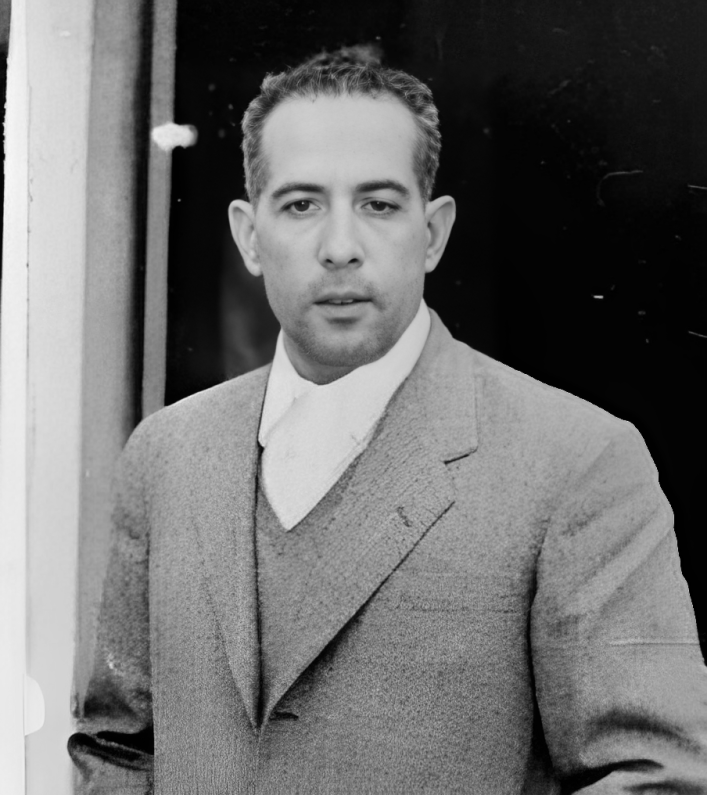
Mohamed Khider, 1956

Mohamed Khider (* 13. März 1912 in Biskra; † 4. Januar 1967 in Madrid) war ein algerischer Politiker.

## Leben

### Krieg und Gefangenschaft
Mohamed Khider war einer der Gründer der Front de Libération Nationale, kurz FLN. Er spielte eine wichtige Rolle in den ersten Jahren des algerischen Unabhängigkeitskrieges gegen Frankreich. Dabei bestand seine Hauptaufgabe darin, die FLN nach außen zu vertreten. 1956 wurde er gemeinsam mit einer Gruppe von FLN Politikern – Ahmad Ben Bella, Hocine Aït Ahmed, Muhammad Boudiaf und Rabah Bitat – von den Franzosen gefasst, die deren Flugzeug auf dem Weg nach Tunis in Algier zur Landung zwangen.
Zwei Jahre später, während seiner Haft in Frankreich, wurde er in Abwesenheit in die algerische Exilregierung gewählt und erhielt einen symbolischen Ministerposten.
Nach der algerischen Unabhängigkeit wurde er 1962 aus der Haft entlassen.

### Gegnerschaft zu Ben Bella
Nach seiner Rückkehr nach Algerien wurde er Stabschef der Armee der FLN. Später wurde er deren Generalsekretär und war für die Verwaltung der Finanzen verantwortlich. Er überwarf sich mit Ben Bella und wurde von diesem entmachtet.

### Exil und Tod
1963 ging Khider ins Exil in die Schweiz. Dabei nahm er ca. 12 Millionen US-Dollar mit sich, die er dazu nutzen wollte, eine Opposition zur FLN zu finanzieren. 1967 wurde er in Madrid ermordet. Zu diesem Zeitpunkt wurde Algerien von Houari Boumedienne regiert. Durch Chadli Bendjedid wurde er 1984 posthum rehabilitiert.